# 通縣戰鬥
通縣戰鬥發生於1937年7月20日，地點則是在中國北平東部一帶。是抗日戰爭初期的主要戰鬥之一，也是盧溝橋事變後的戰事交戰一方為守軍之國民革命軍，另一方則為日軍。而中國軍隊領導者為張慶餘與張視田。最後，國軍退至南苑，日軍一中隊與日僑數百名喪生。